# 佐藤友美 (女優)
佐藤 友美（さとう ともみ、1941年10月8日 - ）は、日本の女優。血液型はO型。身長165cm、B85cm、W58cm、H88cm(1969年)。愛知県名古屋市出身。金城学院大学短期大学部中退。

## 来歴・人物
生家は名古屋の高級料亭。日本舞踊「名古屋西川流」の名取。
俳優座養成所第13期生卒業（同期は細川俊之・石立鉄男・佐藤オリエ・新克利・結城美栄子・真屋順子ら）。その後は劇団三期会に籍を置き、松竹と専属契約した。
1969年11月から忙しくなった倍賞美津子の後任で、1970年3月まで『テレビナイトショー』（フジ他）のホステスを務めた。
脱ぎっぷりの良さとハスキーボイスで「ヴァンプ女優なら佐藤」といわれ、大人びた都会派の美貌に加え、ハスキーボイス・ファッションモデル並みのスラリとしなやかな肢体はスクリーンに映え、数多くの映画やテレビに華を添えた。
テレビドラマでは『男たちによろしく』などが代表作。

## 出演

### 映画
- さそり（松竹、1967年5月13日） - デビュー作品
- ある殺し屋の鍵（1967年12月2日） - 秀子
- 喜劇 駅前開運（1968年2月14日）
- 吸血鬼ゴケミドロ（1968年8月14日）
- 兵隊やくざ強奪（1968年10月5日） - 楊秋蘭
- 恐喝こそわが人生（1968年10月26日）
- 眠狂四郎円月殺法 (1969年、大映)
- 霧のバラード (1969年、松竹)
- 懲役太郎 まむしの兄弟（1971年6月）
- 甘い秘密（1971年8月25日）
- 子連れ狼 冥府魔道（勝プロ 1973年8月11日） - お葉
- 伊豆の踊子（東宝＝ホリ企画制作 1974年12月28日） - 千代子
- 地獄（東映京都 1979年6月3日）
- オイディプスの刃（角川映画 1986年9月13日）
- ラブ・ストーリーを君に（1988年3月4日）
- 時雨の記（1998年11月14日）

### テレビドラマ
- とし子さん（1966年、TBS / 国際放映）- 岩村秘書
- 秘密指令883 第13話「カスバの女」（1968年、フジテレビ / 大映テレビ室）- エミ
- 魔神バンダー（1969年、CX/NMC）
- プロファイター（1969年、NTV）
- 水戸黄門（TBS / C.A.L）
  - 第1部 第31話「乱斗鷹ノ巣峠 -忍-」（1970年3月2日） - お竜
  - 第10部 第24話「襲われた中馬街道 -韮崎-」（1980年1月28日） - お絹
- 大河ドラマ（NHK総合）
  - 樅ノ木は残った（1970年）
  - 国盗り物語（1973年）
  - 草燃える（1979年） - 常盤御前
- 五番目の刑事 第14話「夜霧に散った女」（1970年、NET / 東映） - 大沢みゆき
- 鬼平犯科帳 第36話「白痴（こけ）」（1969年、NET / 東宝） - おもん
- さむらい飛脚（1971年、NET / 東映） - お紺
- 火曜日の女シリーズ（NTV）
  - オパールとサファイア（1971年、東宝）
  - 花は見ていた（1971年、ユニオン映画）
  - ある朝、突然に…（1972年、東宝）- 森まさこ
- 女人幻想 (NHK長時間ドラマ)（1972年2月26日、NHK総合）
- さすらいの狼 第6話「竜に背いた女怪盗」(1972年、NET / 東映）
- 忍法かげろう斬り　第23話「復讐の女豹」（1972年、関西テレビ / 東映）
- 眠狂四郎 第3話「刃は時雨に濡れた」（1972年、KTV / 東映）
- 大江戸捜査網 第83話「恋に生き海に泣く女」（1972年、東京12チャンネル / 日活） - お駒
- 帽子とひまわり（1974年、NHK）- 山田のぶ
- 八州犯科帳 第6話「夜空に燃える炎の女」（1974年、CX / C.A.L） - お絹
- 太陽にほえろ! 第123話「孤独のゲーム」（1974年、NTV / 東宝） - 悠美子
- 北都物語-絵梨子のとき-（1975年、読売テレビ） - 葛原晶子
- 心の旅路（1975年、NTV） - 道代
- 同心部屋御用帳 江戸の旋風II（1976年、CX / 東宝)
- 横溝正史シリーズ 悪魔の手毬唄（1977年、MBS） - 青池リカ
- 新・木枯し紋次郎 第9話「旅立ちは三日後に」（1977年、12ch / C.A.L） - お澄
- 東京メグレ警視シリーズ
- ポーラテレビ小説 マリーの桜（1980年、TBS） - 朝風菊代
- 江戸の朝焼け（1980年、フジテレビ） - おうた
- さりげなく憎いやつ（1982年、MBS） - 風見洋子
- 松平右近事件帳（1982年、NTV / ユニオン映画） - お銀
- 擬装結婚（1983年、TBS）
- 大奥 第20話「奥様は魔性の女」（1983年、KTV） - 阿久里
- 金曜日の妻たちへ（1983年、TBS） - 田村真弓
- 金曜日の妻たちへII 男たちよ、元気かい?  （1984年、TBS）- 新田照美
- 明石貫平35才（1983年、NTV）
- 夫婦生活（1985年、TBS）
- 時にはいっしょに（1986年、フジテレビ）
- 化身（1987年、フジテレビ）
- 男たちによろしく（1987年、TBS）
- 連続テレビ小説（NHK総合）
  - 「君の名は」（1991年）
  - 「すずらん」（1999年）
- 魚河岸ものがたり（1987年、NHK総合)
- 火曜サスペンス劇場（NTV系）
  - 「密室航路」
  - 「情事の報酬」
  - 「裏切りのフィナーレ」
  - 「あなたから逃れられない」（1986年）
  - 「雨の中の女・仕組まれた情事」（1988年、テレパック）
  - 「空白の殺意」（1991年8月6日、千里）
- 七人の女弁護士（1991年、テレビ朝日） - 谷口伊津
- ウーマンドリーム（1992年、KTV） - 若槻しおん
- 外科医・有森冴子「スペシャルI・II」
- 3番テーブルの客（1996年、フジテレビ）
- 水曜シリーズドラマ「私の中の誰か～買い物依存症の女たち」（1998年5月～6月、NHK総合）
- 土曜ワイド劇場
  - 「タクシードライバーの推理日誌10」“黒いひまわりの女 伝説の湖だけが知るアリバイ崩しの謎とは？神戸－別府－湯布院殺人ルート”（1998年12月12日）
  - 「タクシードライバーの推理日誌25スペシャル」”東京〜宮崎日向灘 殺人画の乗客!!慰安旅行で巻き込まれる謎の連続殺人!? 再会した女に秘密あり”（2009年4月11日）
- ビューティフルライフ（2000年、TBS）
- もう一度キス（2001年、NHK総合）
- 刑事調査官 玉坂みやこ（2003年7月11日） - 玉坂初江 役
- 人間動物園（2009年、WOWOW）

### その他出演作品
- 未来への遺産
- 徹子の部屋
  - ゲスト（2015年9月30日）
  - ゲスト（2024年6月26日）

### 舞台
- 映画に出たい
- ラブレター

### CM
- ジェットスリム（1985年）
- シャープ エアコン（1986年）
- カネボウ化粧品 メイヤング、ソフトレーヌ ファッションカラー（1986年-1988年）
- 全日空 冬浪漫（1989年）

## ディスコグラフィー

### シングル
1. 虹いろの夜霧（1969年、ポリドール、SDR-1470）※共演：高城丈二
（c/w　花の約束）※共演：高城丈二
2. 時の流れるままに（1978年、ポリドール、DR-6207）
  - 作詞：岩谷時子 / 作曲：宇崎竜童 / 編曲：福井峻
  - テレビ朝日系ドラマ「東京メグレ警視シリーズ」挿入歌

（c/w　アイビスの花のように〜東京メグレ警視シリーズ・メインテーマ）
3. あなたかも知れない（1980年、キング、K07S-42）
  - 作詞：ちあき哲也 / 作曲：渡辺岳夫 / 編曲：青木望
  - フジテレビ系ドラマ「江戸の朝焼け」主題歌

（c/w　春じたく）

### オリジナル・アルバム
1. 汚れつちまつた悲しみに……（1977年、ビクター、SJX-10192）
2. セ・ラ・ヴィ（1988年11月21日、コロムビア、28CA-2891）※ミニ・アルバム